# John Steinbeck
John Ernst Steinbeck, ameriški pisatelj, nobelovec, * 27. februar 1902, Salinas, Združene države Amerike, † 20. december 1968, New York, Združene države Amerike.
John Steinbeck je eden najbolj poznanih ameriških romanopiscev dvajsetega stoletja. Leta 1962 je bil nagrajen z Nobelovo nagrado za književnost, čeprav nikoli ni bil tako priljubljen pri literarnih kritikih, kot pri svojih bralcih.

## Življenje
Rodil se je materi Olive Hamilton in očetu Johnu Ernstu Steinbecku v dolini Salinas v Kaliforniji.
Po diplomi na visoki šoli Salinas je med letoma 1920-1925 študiral na Univerzi v Stanfordu. Zatem je v New Yorku deloval kot novinar in se leta 1926 vrnil v Kalifornijo. V poznih dvajsetih let je živel pri jezeru Tahoe in tu spisal svoj ne preveč uspešen prvenec Čaša zlata (Cup of Gold). Svojo strast je našel v pisanju del, ki so zajemala Kalifornijo, domišljijsko pisanje o oblakih prahu in dogodke med vsakdanjimi ljudmi v času Velike depresije. Za mnoge je bil John Steinbeck glas Velike depresije. Zanimalo ga je mnogo področij: morska biologija, jazz, politika, filozofija, zgodovina, mitologija.
Poročen je bil trikrat. Iz prvega zakona z ženo Carol ni imel potomcev. Z ženo Gwen se jima je rodil sin Thom Steinbeck. Kot oče je bil pisatelj in je objavil serijo zgodb Dol k brezsončnemu morju (Down to a Sunless Sea). Drugi sin iz tretjega zakona z ženo Elaine, John Steinbeck IV., je bil nagrajen z emmyjem za novinarsko delo v Vietnamu. V zasebnem življenju se je vdajal mamilom in bil vpleten pri njihovem tihoptapljenju. Umrl je zaradi zapletov pri operaciji hrbtenice. Njegova avtobiografija Druga stran raja (The other side of Eden) je izšla po njegovi smrti. 
10. decembra leta 1962 je prejel Nobelovo nagrado za književnost za svoje »realistično in fiktivno pisanje, ki združuje prijeten humor in zdravo družbeno zaznavo«.
Steinbeck je umrl leta 1968 v New Yorku. V dolini Salinas je danes Steinbeckov muzej.
Charles Poore v svoji oceni, objavljeni v časopisu New York Times na dan Steinbeckove smrti, pravi: »Prva velika knjiga Johna Steinbecka je bila njegova zadnja. Ampak dobri Bog, kakšna knjiga je to bila in je: Sadovi jeze.« /.../ Poudarja: »John Steinbeck ni potreboval Nobelove nagrade - nobelovi sodniki so potrebovali njega.« Poore je zaključil takole: »Njegovo mesto v ameriški književnosti je trdno. In živi naprej v delih neštetih pisateljev, ki so se učili od njega, kako nepozabljivo predstaviti pozabljenega človeka.«

## Delo
Steinbeck je pisal v naturalističnem oziroma realističnem slogu, pogosto o revnih ljudeh iz delavskega razreda. Okrožje Salinas, vključno z dolino Salinas, mestom Monterey in deli bližnje doline San Joaquin, je uporabil kot dogajalni prostor v mnogih zgodbah. Njegovo domoljubje je področju prislužilo ime Steinbeckova dežela. 
Dve deli iz poznih tridesetih let sta najbolj prepoznavni. Roman Sadovi jeze (The Grapes of Wrath) govori o Joadovih - revni družini iz Oklahome in njihovem težavnem potovanju v Kalifornijo. Drugo delo, tragedija Ljudje in miši (Of Mice and Men), je v obliki novele in pripoveduje o dveh priseljenih kmetih.
Vzhodno od raja (East of Eden) je njegovo najbolj znano delo, v katerem se od družbenih krivic obrne k psihologiji človeka v dolini Salinas - pripoved bežno posnema zgodbo iz vrta v raju. V slovenščino je bil mdr. preveden njegov roman Polentarska polica (izv. Tortilla flat).
V čast Steinbeckovega dela v morski biologiji, je leta 1987 Ed Ricketts po njem poimenoval vrsto morskega polža Eubranchus steinbecki.

## Priznanja in nagrade
- Pulitzerjeva nagrada leta 1940 za delo Sadovi jeze
- Nobelova nagrada za književnost leta 1962 za celoten repertoar del